# لاذقیه
لاذِقیه (به عربی: اللاذقية)، مهم‌ترین بندر کشور سوریه است. این شهر همچنین مرکز استان لاذقیه نیز می باشد. این شهر به دلیل دوری از جنگ داخلی سوریه در سالیان اخیر از رشد جمعیت بالاتری نسبت سایر شهر های سوریه برخوردار بوده است. مردم این شهر همگی علوی و شیعه مذهب هستند.
این شهر و حومه آن که به عنوان منطقه لاذقیه شناخته می‌شود در سال ۲۰۰۴ میلادی ۵۲۶٬۸۸۸ نفر جمعیت داشته‌است. منطقه اللاذقیه که شهر لاذقیه در آن قرار دارد یکی از چهار منطقه استان لاذقیه است.
لاذقیه پنجمین شهر بزرگ سوریه به‌شمار می‌رود. چهار شهر بزرگتر از لاذقیه عبارتند از: حلب، دمشق، حمص و حماه.
شهر لاذقیه در شمال شهر طرطوس و در شمال غرب شهرهای حمص و حماه قرار دارد.
در شانزده کیلومتری لاذقیه ویرانه‌های شهر باستانی اوگاریت قرار دارند.

## جمعیت
جمعیت این شهر در سرشماری سال ۲۰۱۱ سوریه ، جمعیتی برابر با ۴۰۲،۷۰۰ نفر داشته است. جمعیت این شهر در سال ۲۰۲۴ بیش از ۷۲۰،۰۰۰ نفر است. تمام مردم ساکن شهر علوی مذهب هستند.